# 马熹诺
马熹诺（Fr. Magino Ventallol，O.P.1647年3月26日—1732年1月3日）多明我会会士、天主教福建北境宗座代牧区第5任宗座代牧（1718-1732）。
1647年3月26日，马熹诺出生于西班牙巴塞羅那。。1718年12月3日（71岁）委任为福建宗座代牧，领Carystus主教衔。未举行祝圣仪式。
1732年1月3日，马熹诺在廣東去世，享年84岁。